# Jean-Alexandre de Bourjolly
 (février 2019).
Si vous disposez d'ouvrages ou d'articles de référence ou si vous connaissez des sites web de qualité traitant du thème abordé ici, merci de compléter l'article en donnant les références utiles à sa vérifiabilité et en les liant à la section « Notes et références ».
Jean-Alexandre Le Pays de Bourjolly, né à  Cavaillon (Saint-Domingue), le 24 mars 1791, décédé le 13 septembre 1865 à Tarbes, général français et sénateur du Second Empire (1852-1865).
Il est grand-croix de la Légion d'honneur.

## Biographie
Jean-Alexandre Le Pays de Bourjolly est le fils de Louis François Marie Le Pays de Bourjolly, major de cavalerie, garde du corps du roi, et d'Eugénie Verdier de Lorme. Il est le frère du général Guillaume de Bourjolly de Sermaise, parfois prénommé William. Il est l’époux d'Elisabeth-Georgette-Angèle-Athénais Merlhie de Lagrange, fille de l'avocat aux conseils Joseph-Elisabeth-Georges Merlhie de Lagrange et d'Elisabeth-Françoise-Ignace Moreau.
Il est sorti des pages de Louis-Napoléon Bonaparte, roi de Hollande, pour entrer dans le 2e d'infanterie hollandaise, en qualité de sous-lieutenant, par décret du 23 mai 1807. Ce régiment, en 1808, faisait partie de l'armée d'occupation de Hanovre.
Commandant un détachement de 18 à 20 hommes sur les côtes de l'Ost-Frise, M. de Bourjolly se signala en reprenant aux Anglais un navire que la marée descendante avait laissé à sec ; avec 12 hommes il s'en rendit maître. Saisissant le fusil d'un de ses fantassins, il tua lui-même l'officier : huit hommes furent tués dans cette petite affaire, et neuf furent ramenés prisonniers. Il avait alors 17 ans.
Passé au service de France en 1810, aide-de-camp du maréchal duc d'Istrie (Bessières), le 4 septembre; il fit les campagnes de 1810, 1811 en Espagne, 1812, en Russie et 1813 en Allemagne. Il fut décoré de l'ordre de la Légion d'honneur sur le champ de bataille de Lützen. Le maréchal Bessières fut tué à ses côtés au moment où il lui donnait un ordre.
Devenu aide-de-camp du maréchal Soult, le 5 mai 1813, il fit les campagnes de 1813 et de 1814 en Espagne et en France, et se trouva à la bataille de Toulouse ; il fut nommé chef d'escadron le 31 octobre de la même année; plus tard, pendant la campagne de 1815, il était encore aide-de-camp du maréchal Soult, à la bataille de Waterloo.
La Restauration arrêta une carrière commencée sous de si brillants auspices. Parvenu au grade d'officier supérieur à l'âge de 23 ans, M. de Bourjolly resta en demi-solde jusqu'en 1830, où il fut remis en activité et nommé chef d'escadron au 8e dragons, le 11 août 1831 ; il est devenu colonel du même régiment le 29 août 1835, et du 1er régiment de chasseurs d'Afrique le 27 août 1839 ; en juin 1840, il fut promu au grade de maréchal de camp.
M. de Bourjolly, grand officier de la Légion d'honneur, général de division depuis le 20 octobre 1845, fut inspecteur général et membre du comité de cavalerie ; il a commandé successivement les 7e, 6e et 4e divisions militaires.
Le Second Empire, par décret du 31 décembre 1852, le fit sénateur.
Le général Yusuf a dit de lui qu'il avait été l'un des "Murat de notre cavalerie d'Afrique".